# Kinbergonuphis notialis
Kinbergonuphis notialis är en ringmaskart som först beskrevs av Monro 1930.  Kinbergonuphis notialis ingår i släktet Kinbergonuphis och familjen Onuphidae. Inga underarter finns listade i Catalogue of Life.